# Chùa Shwemawdaw
Chùa Shwemawdaw (tiếng Miến Điện: ရွှေမောဓော ဘုရား [ʃwè mɔ̀dɔ́ pʰəjá]; tiếng Môn: ကျာ်မုဟ်တ [tɕaɪʔmṵtú]), còn gọi là Chùa Vàng Bago, là một chùa tháp ở Bago, Myanmar. Chùa cao 114 m và là chùa cao nhất Myanmar. Shwemadaw, cùng với chùa Shwedagon và chùa Kyaiktiyo, là những chùa Môn nổi tiếng. Lễ hội hàng năm của chùa là một sự kiện kéo dài tới 10 ngày, diễn ra theo lịch cổ truyền của người Myanmar ở Tagu.

## Lịch sử
Chùa Shwemawdaw vốn được xây vào thế kỷ X. Những trận động đất đã vài lần phá hủy chùa, chẳng hạn như vào năm 1917 và năm 1930. Những phần của ngôi chùa trước lần sụp đổ năm 1917 vẫn còn nhìn thấy tại đây. Ngôi tháp trong chùa ban đầu chỉ cao 21 m, do người Môn xây để làm nơi chưa xá lỵ Phật, cụ thể là hai sợi tóc của Phật. Tương truyền, hai nhà buôn người Môn là Mahasala và Kullasala đã sang Ấn Độ và mang hai sợi tóc này về. Các xá lỵ răng Phật được đưa thêm vào chùa vào các năm 982 và 1385. Vua Dhammazedi đã cho dựng thêm một quả chuông, vua Bayinnaung cúng tiến một mũ miện, và vua Bodawpaya cúng tiến một chiếc lọng. Ngôi tháp hiện tại được xây sau này.

## Hình ảnh

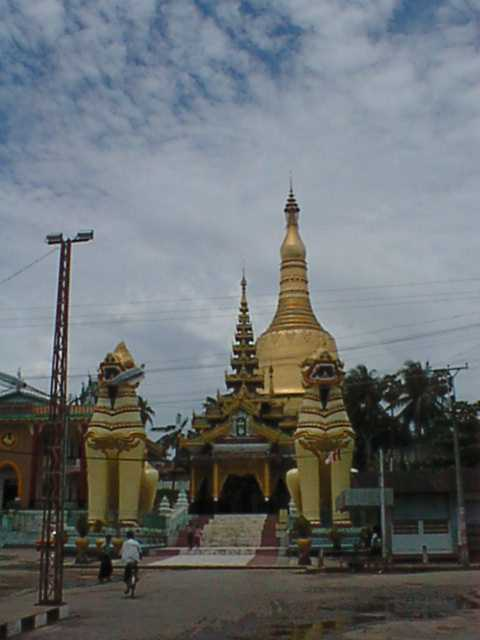
Chùa Shwemawdaw nhìn từ xa
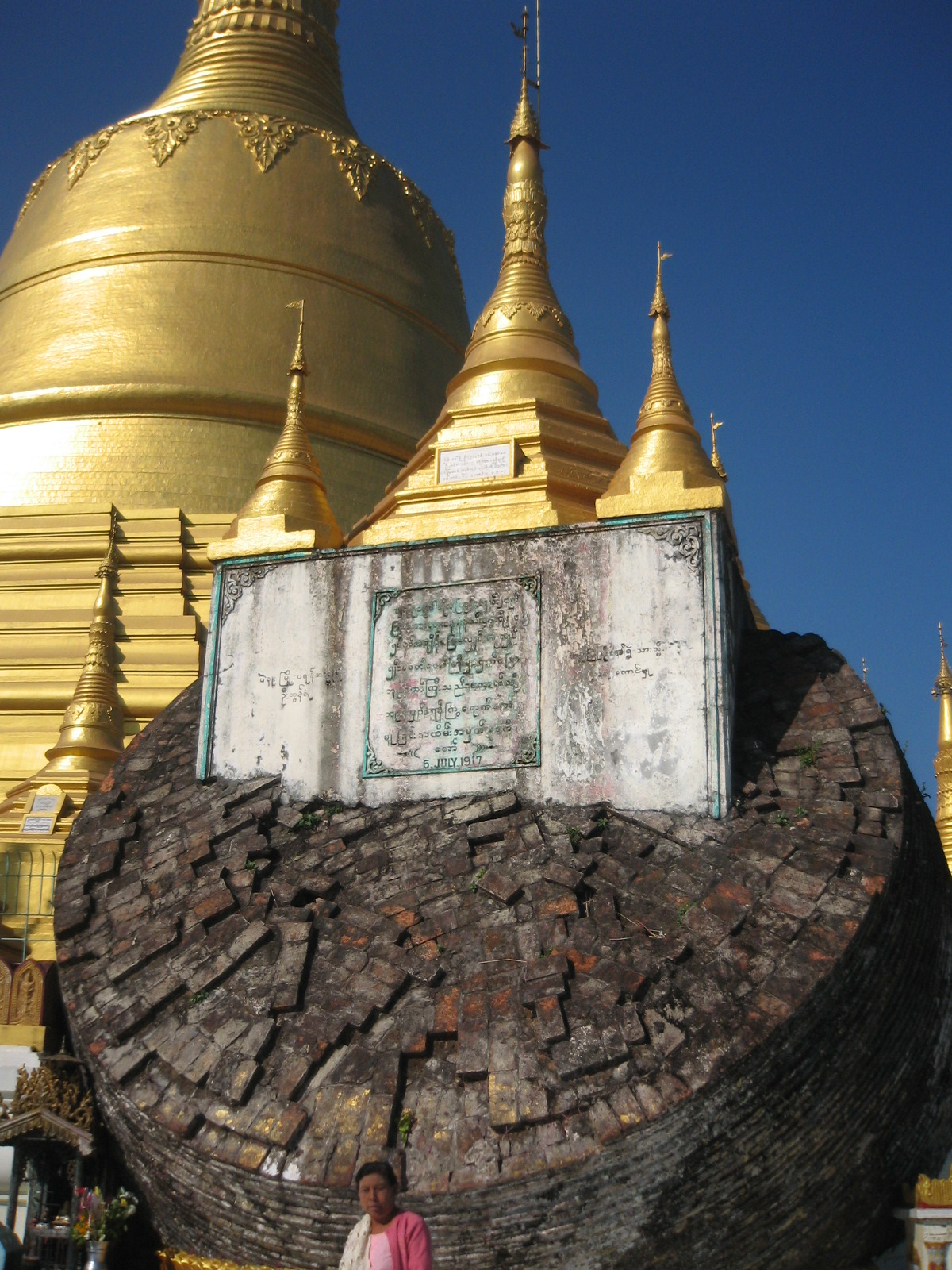
Một Hti cổ bị sụp đổ vào năm 1917
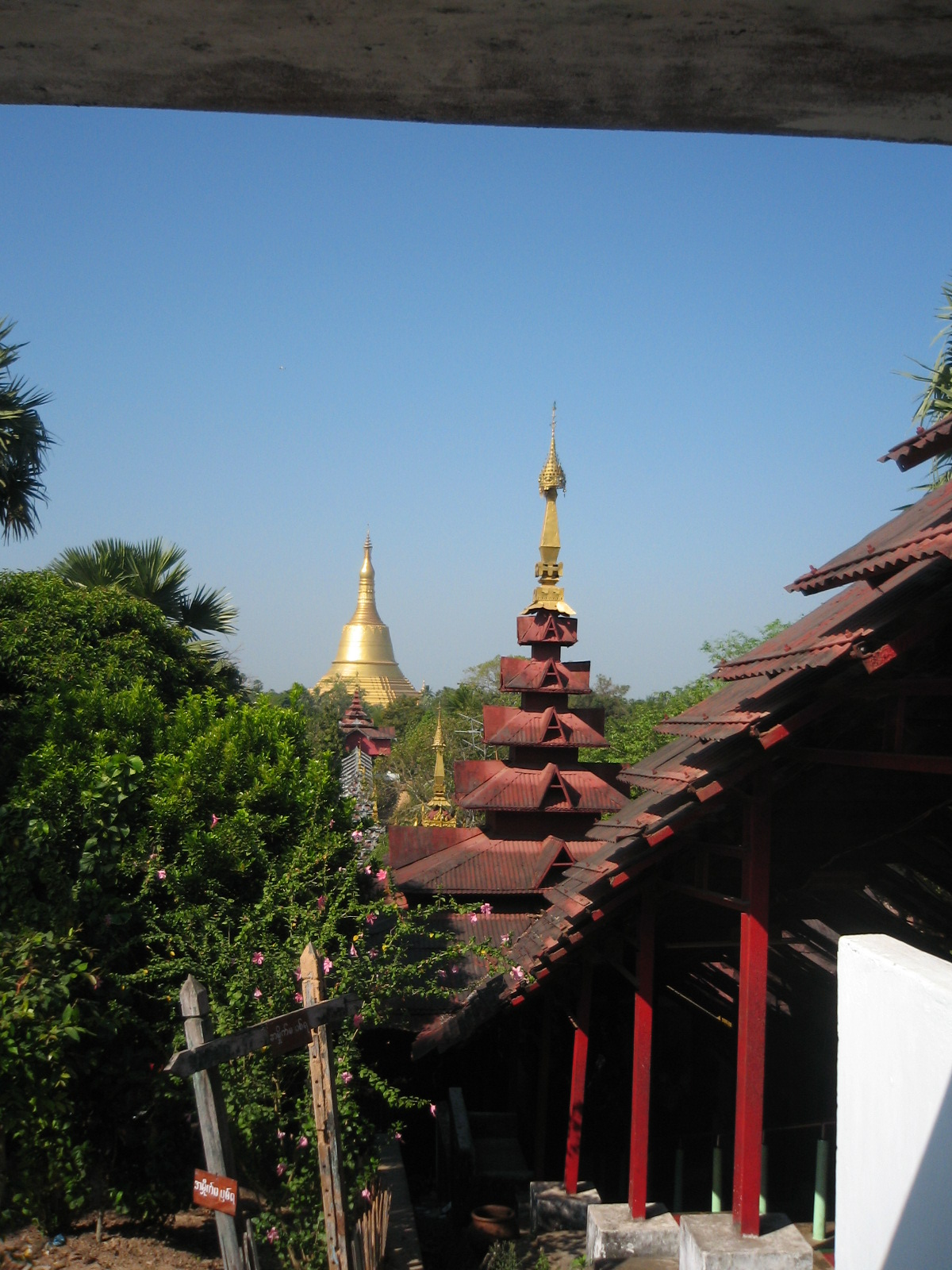
Chùa Shwemawdaw nhìn từ Hintha Ghone
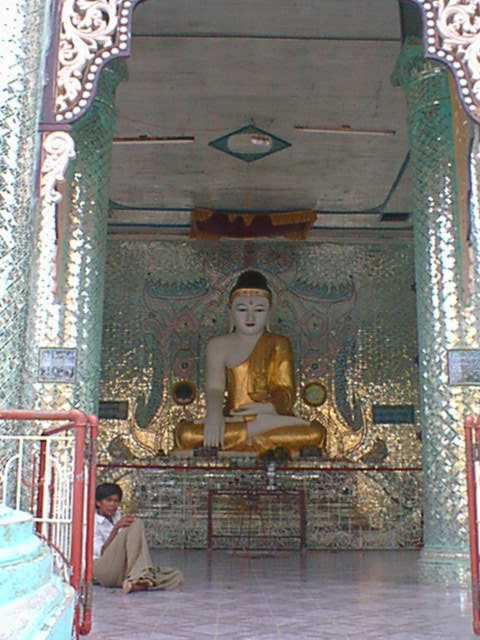
Những hoa văn chạm trổ ở chùa Shwemawdaw